# Руфино
Руфино (исп. Rufino) — город и муниципалитет в департаменте Хенераль-Лопес провинции Санта-Фе (Аргентина).

## История
В XIX веке границы между провинциями Аргентины не везде были чётко определены на местности. В 1879 году Херонимо Сегундо Руфино приобрёл в этом месте землю у провинции Кордова, однако через некоторое время верховный суд страны принял решение, что эта территория относится к провинции Санта-Фе, и в 1883 году ему пришлось перерегистрировать сделку там. Тем временем через эти земли была проведена железная дорога и началось их стихийное заселение. Чтобы упорядочить положение, был составлен план развития города, и в 1889 году был официально основан населённый пункт, получивший название Руфино в честь землевладельца. В 1929 году был образован муниципалитет.

## Известные уроженцы
- Гильермо Кориа (род. 1982) — теннисист, третья ракетка мира (май 2004).
- Амадео Каррисо (род. 1926) — футболист, вратарь, 5-кратный чемпион Аргентины в составе «Ривер Плейта», участник чемпионата мира 1958 года, лучший вратарь Южной Америки XX века по версии МФФИИС.
- Эрнесто Мастранджело (род. 1948) — футболист, нападающий, в составе «Боки Хуниорс» — 3-кратный чемпион Аргентины, 2-кратный обладатель Кубка Либертадорес и победитель Межконтинентального кубка 1978 года.
- Бернабе Феррейра (1909—1972) — футболист, нападающий, 3-кратный чемпион Аргентины в составе «Ривер Плейта», чемпион Южной Америки 1937 года в составе сборной Аргентины.